# Võhmanõmme
Võhmanõmme är en ort i Estland. Den ligger i Põltsamaa kommun och landskapet Jõgevamaa, i den centrala delen av landet, 110 km sydost om huvudstaden Tallinn. Võhmanõmme ligger 61 meter över havet och antalet invånare är 166.
Terrängen runt Võhmanõmme är platt, och sluttar söderut. Runt Võhmanõmme är det glesbefolkat, med 11 invånare per kvadratkilometer. Närmaste större samhälle är Põltsamaa, 3,0 km väster om Võhmanõmme. Omgivningarna runt Võhmanõmme är en mosaik av jordbruksmark och naturlig växtlighet.